# Блу Бойс (Мюхленбах)
«Блу Бойс» (фр. Blue Boys) — люксембурзький футбольний клуб із міста Люксембург.

## Історія
Клуб було засновано в 1932 році. З 1940 року й під час Другої світової війни виступав під назвою «Спортивний клуб Мюхленбах». У 1944 році повернувся до початкової назви. Через значну кількість членів клубу португальського походження його було перейменовано в «Серкль Спортіф Мюхленбах Лузітануш», а в 2012 році перейменований в ФК «Мюхленбах-Санджак» (ФК «Флаксвайлер/Бейрен» припинив існування і практично всі гравці цього клубу приєдналися до «Мюхленбаху»). Наприкінці 2012 року команда повернулася до своєї оригінальної назви ФК «Блу Бойс» (Мюхленбах).
З 2013 по 2015 року команда виступала в Дивізіоні Пошани. За підсумками сезону 2014/15 років клуб вилетів до третього за силою Першого дивізіону національного чемпіонату.
У сезоні 1999/00 років команда вийшла до 1/4 фіналу національного кубку. Вихід до цієї стадії кубку вважається до сьогодні найбільшим досягненням клубу.